# لیگوتا دولنا (شهرستان کلوجبورک)
لیگوتا دولنا (به لاتین: Ligota Dolna) یک روستا در لهستان است که در گمینا کلوجبورک واقع شده‌است. لیگوتا دولنا ۶۴۲ نفر جمعیت دارد.